# Simcity (2013)
SimCity är ett datorspel av stadsbyggarspelstyp som släpptes i mars 2013. Spelet utvecklas av Maxis och är det femte spelet i Simcityserien. Det är det andra spelet i serien som inte har designats av Will Wright.

## Utveckling
Innan spelet utannonserades läckte den tyska tidskriften GameStar ut konceptbilder för spelet. Strax därefter läcktes även ett filmklipp, som senare skulle visa sig vara en förhandstrailer för spelet. Den officiella utannonseringen skedde den 6 mars 2012. Det läckta materialet visade att SimCity skulle endast komma till Windows och inte till Mac, men Maxis erkände några månader senare att en Mac-version utvecklades. PC-versionen kom ut i Europa den 7 mars medan Mac-versionen ska släppas i augusti. Spelets grafik visades upp för första gången av EA på Electronic Entertainment Expo 2012.

### GlassBox
SimCity använder sig av EA och Maxis egenutvecklade spelmotor GlassBox. GlassBox använder sig av en annan teknik för simuleringar, jämfört med föregående simulatorer. Vanligtvis simulerar motorerna först statistik på hög nivå, därefter skapar den grafik som får representera statistiken i spelvärlden. GlassBox ersätter statistiken med agenter, simuleringsenheter som representerar objekt så som kol, elektricitet och bilar; där varje grafisk animation är direkt sammanlänkad med en agents aktivitet. Detta innebär att istället för att starta en animation av en trafikstockning som får representera ett statistiskt problem med trafikflödet, skapas trafikstockningen istället dynamiskt av sim-agenter som faktiskt färdas till och från sitt arbete.

## Distribution
SimCity släpptes till PC den 5 mars 2013 i USA, den 7 mars i Europa. I augusti släpps Mac- versionen av spelet. De användare som förhandsbokade spelet innan Mac- versionen släppts, får spelet på Mac gratis.

### Versioner
Spelet finns i två versioner. Standard och Digital Deluxe. Digital Deluxe har alla funktioner och finns endast som nedladdning. Standard- utgåvan har alla funktioner förutom de olika stadsset:en som Digital Deluxe har. Limited Edition fanns endast som förbokning under en begränsad tid.

## Nyheter
De viktigaste nyheterna är grafik i 3D och  GlassBox-motorn. Systemarkitekten Andrew Willmott sa i ett uttalande att GlassBox motorn innebär att allt som syns i spelet är det faktiska som simuleras. Utvecklingsteamet bakom spelet säger att de tagit lärdom av Google Maps hur de ska visa data så att det blir enkelt för spelaren att förstå. SimCity introducerar tre nya koncept till serien, bland annat; multiplayer, ej förnyelsebara resurser och krökta vägar.

### Multiplayer
SimCity är det första spelet i serien sedan SimCity 2000: Network Edition, som har multiplayerstöd. Multiplayerdelen består i att en region nu kan innehålla städer från flera olika spelare, fast alternativet med en spelare som styr hela regionen existerar fortfarande.
SimCity kräver att spelaren är inloggad på EA:s Origin för att spela spelet. Med andra ord betyder detta att spelaren måste vara konstant uppkopplad mot Internet, med mindre störningar undantagna för att minska risken att en pågående session avbryts i onödan.

### Datavisualisering
SimCity tillåter spelaren att visualisera data, såsom föroreningar och distribution av vatten via vattennätet. Det är nu också lättare för en spelare att läsa av spelinformationen.

### Specialisering
I SimCity så kan man inte längre bygga enormt stora städer till ytan som i SimCity 4, utan man kan endast bygga en så stor stad som en "medium"- storlek i SimCity 4. Detta beror på att man ska tvingas att specialisera sig på olika sätt i stället, som är en stor del i nya SimCity. Man kan nu välja att vara en industristad, en universitetsstad eller en kasinostad bland annat. Man kan då se på husen att de byggs så att de matchar stadsbilden. Man kan nu också visuellt se var i staden det begås brott, bland annat genom graffiti.

### Resurser
Alla resurser i spelet är inte förnyelsebara. Dan Moskowitz, systemutvecklare, har sagt "Om du har byggt upp en hel stad på den ekonomiska grunden att utvinna en viss resurs, när denna resurs tar slut kommer hela din ekonomi att kollapsa".

### Väder och årstider
I SimCity introduceras årstider och väder. Bland annat blir löven mörkare mot hösten och försvinner på vintern, för att sedan komma tillbaka på sommaren. Väder, såsom nederbörd, åska och solsken är även med i spelet.

## Mottagande
| SimCity (2013)  | SimCity (2013) |
| Samlingsbetyg   | Samlingsbetyg  |
| Tjänst          | Betyg          |
| --------------- | -------------- |
| Gamerankings    | 63.68%         |
| Metacritic      | 64/100         |
| Recensionsbetyg |                |
| Publikation     | Betyg          |
| Eurogamer       | 10/10          |
| Game Revolution | [ 20 ]         |
| Gamespot        | 50/100         |
| Gametrailers    | 8.0/10         |
| PC Gamer US     | 69/100         |

### Kritik
På lanseringen drabbades SimCity av ett antal tekniska problem, som ledde till många klagomål och en negativ spelupplevelse. 
Dessa frågor härrörde bland annat från nätverksfel, problem med att spara framsteg och problem med att ansluta till spelets servrar. 
EA svarade på problemet genom att öka serverkapaciteten och avaktivera vissa spelfunktioner.
Även kritik har hörts från olika håll angående realismen i spelet, då 2 kvadratkilometer inte anses vara tillräckligt stort för att bygga en storstad.